# Fibramia
Fibramia es un género de peces de la familia Apogonidae, del orden Perciformes. Este género marino fue descrito por primera vez en 2014 por Thomas Henry Fraser y Kohji Mabuchi.

## Especies
Especies reconocidas del género:
- Fibramia amboinensis (Bleeker, 1853)
- Fibramia lateralis (Valenciennes, 1832)
- Fibramia thermalis (G. Cuvier, 1829)